# Cherokee Outlet
Cherokee Outlet, ofte kaldet Cherokee Strip, var et område i den nordlige del af den nuværede amerikanske stat Oklahoma på grænsen mellem Kansas og Oklahoma. Området var omkring 97 km bredt og 362 km langt og lå mellem den 96. og den 100. længdegrad. Området omfattede et areal på 32.960 km². Cherokee Outlet var blevet tildelt cherokeserne som erstatning for deres oprindelige hjemland mod øst i forbindelse med stammens flytning til indianerterritoriet i 1830'erne.
Det område, som oprindeligt udgjorde det egentlig Cherokee Strip, var en smal stribe i den nordlige del af området, men begrebet udviklede sig til en fællesbetegnelse for hele Cherokee Outlet, og i dag sætter mange lighedstegn mellem de to områder, selv om det altså ikke er korrekt.

## Baggrund
I 1830 vedtog den amerikanske kongres den såkaldte "Indian Removal Act", som bemyndigede præsidenten til at indlede forhandlinger med alle stammer af oprindelige amerikanere, som var bosat i det, der nu er de østlige stater, om at disse skulle afgive deres oprindelige områder mod til gengæld at få land i det nyoprettede indianerterritorium vest for Mississippi-floden. 
De fleste stammer nægtede at flytte, men den amerikanske regering benyttede sig af et fif. De overtalte typisk mindre dele af stammerne til at underskrive traktater om landafgivelse på hele stammens vegne, og derefter kunne man med traktaten i hånden tvangsforflytte de uvillige. Den 29. december 1835 underskrev en lille gruppe cherokesere under ledelse af Major Ridge den såkaldte New Echota-traktat. På trods af, at gruppen repræsenterede færre end 500 af stammens 17.000 medlemmer, og på trods af mundtlige og skriftlige protester fra den resterende del af stammen under ledelse af overhøvding John Ross, betragtede de amerikanske myndigheder traktaten som bindende for alle stammens medlemmer. I 1836 ratificerede kongressen traktaten med én stemmes flertal, og i 1838 blev de fleste af stammens medlemmer tvangsforflyttet. 

Allerede ved en tidligere traktat fra 1833 havde stammen fået tildelt land vest for Mississippi, men i New Echota-traktaten blev tildelingen igen slået fast i artiklerne 2 og 3. Artikel 5 slog fast, at: 

"the lands ceded to the Cherokee nation in the forgoing article shall, in no future time without their consent, be included within the territorial limits or jurisdiction of any State or Territory".
 Det pågældende område (mellem 96 grader og 100 grader vestlig længde) havde tidligere været åbent område, som kunne bruges af alle stammerne i indianerterritoriet, et såkaldt ingenmandsland, som blandt andet skulle sikre, at stammerne fik adgang til jagtmarkene i Rocky Mountains. I princippet var området åbent mod vest og skulle kunne fungere som "udgang" til vestligere områder, deraf navnet Cherokee Outlet (Udgang). Som det hed i New Echota-traktaten: 

"… the United States further guaranty to the Cherokee nation a perpetual outlet west, and a free and unmolested use of all the country west of the western boundary of said seven millions of acres, as far west as the sovereignty of the United States and their right of soil extend…"
 dog med den undtagelse, at også andre stammer måtte hente salt fra saltsletterne vest for cherokesernes område (Artikel 2).

## Mindre stammekontrol, mindre område
Under den amerikanske borgerkrig valgte cherokeserne at stå på sydstaternes side, og det betød, at stammen i 1866 blev tvunget til at genforhandle traktaten fra 1835. Den 19. juli 1866 underskrev repræsentanter for stammen en ny traktat i Washington D.C. I artikel 16 i denne hed det: 

"The United States may settle friendly Indians in any part of the Cherokee country west of 96°, to be taken in a compact form in quantity not exceeding one hundred and sixty acres for each member of each of said tribes thus to be settled; the boundaries of each of said districts to be distinctly marked, and the land conveyed in fee-simple to each of said tribes to be held in common or by their members in severalty as the United States may decide."

 Senere i artiklen hed det, at stammen skulle modtage betaling for alle sådanne landafgivelser, og kunne man ikke blive enige om prisen, skulle denne fastsættes af præsidenten, og til sidst blev det slået fast, at stammen bevarede kontrollen over området, indtil de amerikanske myndigheder valgte at sælge det, hvorefter 

"their jurisdiction and right of possession to terminate forever as to each of said districts thus sold and occupied". 
 Samtidig måtte stammen tillade, at der blev etableret to jernbaner gennem territoriet: 

"...construct a railroad from any point north to any point south, and from any point east to any point west of, and which may pass through, the Cherokee Nation".

 Disse måtte dog ikke optage mere end 60 meters bredde bortset fra ved stationer, vandpåfyldningssteder, jernbane- og vejoverskæringer og broer, hvor der kunne inddrages mere jord. I 1867 solgte USA's regering ca. 3.000 km² af Cherokee Outlet på Kansassiden af grænsen, det såkaldte "Cherokee Neutral Lands", til American Emigrant Company, og selv om indenrigsministeren senere slog fast, at dette salg var ulovligt, måtte stammen i 1868 underskrive endnu en traktat, hvor man accepterede at afgive området. For god ordens skyld skulle erstatningen for ulovligheden ($75.000) ikke udbetales direkte til stammen, men til indenrigsministeriet som værge for stammen.
En påstand om fejlopmåling betød, at man allerede havde måttet afgive den egentlige Cherokee Strip, et område af ca. 3 km bredde og omkring 360 km længde, på den nordlige side af grænsen til Kansas. Dette skete da staten Kansas i 1854 fastslog sin sydlige grænse til at ligge langs den 37. breddegrad, hvilket betød at en del af cherokesernes område kom til at ligge nord for grænsen. Området blev solgt til hvide nybyggere, men midlerne, der kom ind ved salget blev investeret til fordel for stammens medlemmer.
Allerede i slutningen af 1860'erne blev store dele af den østlige del af Cherokee Outlet befolket med andre stammer, og dermed mistede cherokeserne ifølge traktaten fra 1866 retten til at bruge disse dele til fx jagt og græsning af kvæg. Blandt de stammer, som fik ret til at slå sig ned på tidligere cherokeserland var osage, kaw, pawnee, poncas og nez perce m.fl.
I tiden efter borgerkrigen var der en stor efterspørgsel efter oksekød i de østlige stater, og texanske kvægavlere kunne levere det nødvendige, hvis de kunne få drevet deres kvæg til jernbanelinjerne i Kansas. Disse kvægdrifter måtte nødvendigvis gå hen over Cherokee Outlet, og også andre hvide kvægavlere begyndte at anvende området til græsning. I begyndelsen af 1880'erne begyndte ranchejerne at organisere sig, og stammen støttede denne organisering, da de mente at de så bedre ville kunne forhandle "husleje" med kvægavlerne. I 1883 blev der indgået en aftale mellem stammen og Cherokee Live Stock Association om, at organisationen kunne leje hele Cherokee Outlet til græsning i en femårs periode for 100.000 dollars om året.
Da de fem år næsten var gået, og aftalen skulle genforhandles, satte stammens ledelse den i udbud, da de håbede at opnå en bedre betaling. Det endte med at Cherokee Live Stock Association bød højest og fik en ny aftale for fem år, mod betaling af 200.000 dollars om året. Imidlertid blev aftalen aldrig overholdt.

## Opdeling af området
I 1887 blev vedtaget "The Allotment Act" eller "The Dawes Act". Denne gik i enkelhed ud på, at stammerne skulle afgive fællesejet over jorden i reservaterne. I stedet skulle der oprettes jordlodder ("allotments") på mellem 4 og 260 hektar. Disse jordlodder skulle så tildeles stammens enkelte medlemmer. Den jord, der derved blev til overs, skulle sælges til hvide nybyggere og til jernbaneselskaber. I alt blev omkring 100 reservater opdelt og ca. 61.000 km² land fordelt på enkeltpersoner. Idéen med opdelingen var officielt at tilskynde stammerne til at blive farmere på samme måde som de hvide, men uofficielt var begrundelsen tilsyneladende, at det ville være nemmere at overtale enkeltpersoner til at sælge deres jord til hvide nybyggere, end det ville være at overtale stammerne til at sælge fælles jord.[kilde mangler]
I hele indianerterritoriet blev adskillige tusinde hektar til overs efter opdelingen og den 22. april 1889 fik ca. 50.000 hvide nybyggere tilladelse til at gøre krav på hver 65 hektar af disse områder. Dette "væddeløb" er senere kaldt "The Oklahoma Land Race" eller "The Oklahoma Land Run". På trods af princippet om, at alle skulle starte samtidigt, havde nogle nybyggere allerede tidligere ulovligt begivet sig ind i området og gjort krav på jord. Dette gav senere anledning til juridiske slagsmål mellem disse såkaldte "sooners" og de retmæssige nybyggere. 
I 1890 var der så mange hvide i området, at den føderale regering besluttede at oprette Oklahoma-territoriet som et selvstændigt territorium.

## Cherokee Strip Land Run
Cherokeserne havde sat sig imod udlodningen, og den kom i første omgang ikke til at gælde dem. Men alligevel blev dele af deres jord tildelt nybyggere. I 1889 autoriserede kongressen en kommission, som skulle "overtale" cherokeserne til at afgive alle deres rettigheder til området. Kommissionen lagde et meget stort pres på stammens ledelse, og den 17. marts 1893 accepterede stammen mod en erstatning på $8.595.736,12 at overgive rettighederne over deres område til USA's regering. Den 16. september 1893 startede det såkaldte "Cherokee Strip Land Run", et vædddebløb mellem nybyggere ind i den østlige del af cherokesernes område. Princippet var, at nybyggere på et samlet signal (som det kendes fra adskillige film) fik lov til at rejse ind i det nye område og gøre krav på et landområde af en given størrelse. Af og til blev jorden fordelt ved lodtrækning, af og til havde nybyggerne på forhånd købt et område af regeringen, repræsenteret ved United States Land Office, og af og til blev jorden fordelt efter "først til mølle"-princippet. Cherokee Strip Land Run var det fjerde "land run" i Oklahoma og det største af alle land runs i USA. Ca. 100.000 håbefulde nybyggere strømmede ind i Cherokee Outlet, og der blev fordelt omkring 40.000 jordlodder. og omkring 28.000 km² af cherokesernes land blev fordelt mellem hvide nybyggere. 

## Efterspil
Som nævnt havde cherokeserne og yderligere et par stammer (blandt andre seminole, chickasaw og choctaw) sat sig mod udlodningen af stammejorden til enkeltpersoner, men i 1898 vedtog kongressen en lov ("Curtis Act of 1898"), som en tilføjelse til "Allotment Act". "Curtis Act"  eller "Act for the Protection of the People of Indian Territory", afskaffede stammernes ret til at praktisere egen lovgivning og underkastede alle beboere i indianerterritoriet den føderale lov. Alle love, vedtaget af stammeregeringer, skulle godkendes af USA's præsident, og i praksis betød det en underminering af stammeregeringerne, som senere førte til disses nedlæggelse. Dette blev betragtet som en nødvendighed for at man kunne optage blandt andet Oklahoma-territoriet som en stat i USA. I 1901 blev udlodningen af cherokesernes fællesjord til enkeltpersoner gennemtvunget. 
I 1903 valgte stammen sin sidste folkevalgte overhøvding indtil 1971, William C. Rodgers. I 1905 forsøgte resterne af de de fem civiliserede stammer at skabe deres egen stat Sequoyah, opkaldt efter opfinderen af cherokesernes alfabet, i det østlige Oklahoma, men dette mislykkedes, og den 3. marts 1906 blev Cherokee-nationen officielt opløst af USA's regering og den 16. november 1907 blev Oklahoma optaget USA som den 46. stat. Rodgers fungerede som stammens talsmand overfor de føderale myndigheder til sin død i 1917. 

## Eksterne links
- Cherokee Strip Land Run Arkiveret 14. december 2009 hos  Wayback Machine (engelsk)
- Kort over Cherokee Outlet og Cherokee Strip Arkiveret 15. februar 2021 hos  Wayback Machine (engelsk)

36°30′N 98°00′V / 36.5°N 98°V